# Chüeplanggenstock
Chüeplanggenstock är en bergstopp i Schweiz.   Den ligger i kantonen Uri, i den centrala delen av landet, 90 km öster om huvudstaden Bern. Toppen på Chüeplanggenstock är 3 208 meter över havet, eller 233 meter över den omgivande terrängen. Bredden vid basen är 1,2 km.
Terrängen runt Chüeplanggenstock är huvudsakligen mycket bergig. Närmaste större samhälle är Engelberg, 16,2 km nordväst om Chüeplanggenstock. 
Trakten runt Chüeplanggenstock består i huvudsak av gräsmarker. Runt Chüeplanggenstock är det glesbefolkat, med 9 invånare per kvadratkilometer.